# Грийн Маунтънс
Грийн Маунтънс или Зелени планини (на английски: Green Mountains) е планинска верига в САЩ (в щатите Върмонт, Масачузетс и Кънектикът) и Канада (провинция Квебек), част от планинската верига на Апалачите.
Простират се предимно от юг на север на около 250 mi (400 km) от границата на Масачузетс, почти до Квебек, Канада. Част от планините, които се намират в щатите Масачузетс и Кънектикът, е известна като Бъркшир, а в Квебек се наричат Сътън.
Всички планини на щата Върмонт често са наричани „зелени планини“. Освен Грийн Маунтънс други планини във Върмонт са Таконикс в крайната югозападна част на щата и Североизточните възвишения, които не са геоложка част от Грийн Маунтънс.

## Върхове
Най-известните върхове от гледна точка на височинно изкачване и с лесен достъп на обществеността до пътища или пътеки (като например Лонг Трайл и Апалаческата пътека), или ски курорти и градове наблизо в Грийн Маунтънс са:
- Маунт Мансфийлд, 4393 фута (1339 м) е най-високата точка във Вермонт
- Килингтън Пийк, 4235 фута (1291 м)
- Маунт Елън, 4083 фута (1244 м)
- Кемъл Хъмп, 4083 фута (1244 м)
- Маунт Ейбрахам, 4017 фута (1224 м)
- Връх Пико, 3957 фута (1206 м)
- Стратън Маунтън, 1200 m, връх който дава идеята за раждането на туристическите маршрути Лонг Трайл и Апалаческата пътека
- Джей Пийк, 1177 m, който е с най-голямото средно количество снеговалеж в източната част на Съединените щати[4][5]
- Брийд Лоуф Маунтън, 3835 фута (1169 м)
- Маунт Уилсън, 3780 фута (1150 м)
- Глейстънбъри Маунтън, 3748 фута (1142 м)

Зелени планини са част от Апалачите, които се простират от Квебек на север, до Алабама и Джорджия на юг.
Грийн Маунтънс са част от Нова Англия и Акадийски горски екорегион.
На три върха, Маунт Мансфийлд, Кемъл Хъмп и Маунт Ейбрахам вирее алпийска растителност.

## Туризъм
Някои от върховете са пригодени за каране на ски и други зимни дейности. Други туристически маршрути се използват през лятото. На Мансфийлд, Килингтън, Пико, и Елън са разположени ски курорти по склоновете. Всички големи върхове са свързани с Лонг Трайл, който върви от юг до северните граници на щата и се припокрива с Апалаческата пътека с около 1⁄3 от дължината си.

## История
Република Върмонт, известна също и като Република Грийн Маунтънс, съществува от 1777 г.до 1791 г., когато Върмонт става 14-и щат.
Върмонт заслужава своя щатски прякор („Щата на Зелените планини“), защото е кръстен в чест на тях. Френското Вер Монт дословно се превежда като „зелени планини“. Това име е предложено през 1777 г. от доктор Томас Йънг, американски революционер и участник в Бостънското чаено парти. Върмонтския университет и Щатския селскостопански колеж се наричат на латински Университет Виридис Монтис (Университет Грийн Маунтънс).

## Геология и физиография
Грийн Маунтънс е физиографски дял от по-големия район Нова Англия, който от своя страна е част от по-големия физикогеографски регион на Апалачите.
Лемън Файър минава през градовете Оруел, Съдбъри, Шуръм, Бриджпорт, и Корнуол, преди да се влее в Отър Крийк. Историята е, че името му идва от езика на ранните английски заселници, които преиначават френското Ле Монт Вер.